# Petra von Breitenbach
Petra von Breitenbach (* 31. März 1953 in Münster/Westfalen) ist eine deutsche Künstlerin, Autorin und Lehrerin. Sie lebt und arbeitet in der hessischen Landeshauptstadt Wiesbaden.

## Leben
Sie wurde als zweites Kind von Gerhard von Breitenbach und Barbara, geb. Schiller, geboren und hat drei Brüder. Sie lebte mit ihrer Familie zwischen 1954 und 1959 in Konstanz und besuchte ab 1960 die Neutorschule in Mainz, wohin die Familie umgezogen war. Ab 1963 ging sie an die Pestalozzi-Schule in Wiesbaden und wechselte dort 1964 an die Helene-Lange-Schule. Hierauf besuchte sie die Hermann-Lietz-Schule bei Wehrda und schloss ihren Bildungsgang mit der Fachhochschulreife ab.
Im Jahr 1973 trat sie der Sozialdemokratischen Partei in Wiesbaden bei und engagierte sich in den folgenden Jahren in einer Projektgruppe, die die Sanierung des Bergkirchenviertels begleitete. Im Jahr 1975 bezog sie dort eine Wohnung und richtete sich ihr Atelier ein.
Im Zeitraum zwischen 1972 und 1976 studierte sie Visuelle Kommunikation an der Hochschule in Mainz mit Abschluss Diplom-Designerin. Ein Zweitstudium im Fachbereich Sozialwesen an der Hochschule Rhein-Main folgte mit Abschluss als Diplom-Sozialpädagogin. Während des Studiums arbeitete sie an der Wilhelm-Heinrich-von-Riehl-Schule als Lehrerin im Fachbereich Polytechnik und Kunst. Ab 1981 war sie für den Internationalen Bund für Sozialarbeit Mainz in deren Außenstelle in Bad Kreuznach tätig.
Zwischen 1983 und 1987 leitete sie eine Jugendwohngruppe im Jugendhilfezentrum Johannesstift in Wiesbaden und absolvierte berufsbegleitend eine Zusatzausbildung zur Psychodramaleiterin beim Deutschen Arbeitskreis für Gruppenpsychotherapie und Gruppendynamik (DAGG). Über einen Zeitraum von zehn Jahren führte sie für die evangelischen Kindertagesstätten ein dekanatsübergreifendes Supervisionsangebot durch, das sie ins Leben gerufen hatte.
Im Jahr 1989 trat sie dem Berufsverband Bildender Künstler (BBK) bei und hatte erste Gruppen- und Einzelausstellungen im Rhein-Main-Gebiet, Paris und St. Petersburg. Seit 1991 ist sie Mitglied der Künstlergruppe50 Wiesbaden und erhielt im selben Jahr ein Atelierstipendium der Landeshauptstadt Wiesbaden.
Im Zeitraum zwischen 2004 und 2008 studierte sie an der Wiesbadener Freien Kunstschule (WFK) im Hauptfach Tonalitätslehre und unterrichtete ab 2009 an der Volkshochschule Wiesbaden. Im Jahr 2009 war sie Mitgründerin und bis 2019 Organisatorin der jährlich stattfindenden Aktion Tatorte Kunst. Im Jahr 2015 erschien der von Breitenbach verfasste Werkkatalog der Wiesbadener Künstlerin, Galeristin und Ehrenbürgerin Christa Moering.
Seit 2014 verfasst von Breitenbach Kurzgeschichten; im Jahr 2021 erschien ihre eigene umfangreiche Werkmonographie.

### Engagement
- Teilnahme an den Hessialen 2009 und 2013
- Key visual Hessiale 2009
- Mitorganisatorin bzw. Initiatorin von Ausstellungen in den Partnerstädten Kfar Saba (Israel), San Sebastian/Spanien, Klagenfurt, Görlitz, Breslau, Berlin-Kreuzberg
- Mitgründerin und Organisatorin von Tatorte Kunst
- Mitarbeit im Berufsverband Bildender Künstler Wiesbaden als Jurorin und Kuratorin

## Werk

### Sujets und Techniken
Die Künstlerin nutzt für ihre Werke, die gegenständlich als auch abstrakt sind, Bleistift, Kohle, Graphit, Tusche, Filzstifte, Öl-, Wasser-, Tempera- und Acrylfarben und Rapidographstifte. Sie entwirft Motive für Glasfenster, fotografiert und reichert – besonders Leinwände – mit Fragmenten an (Assemblagen). Ihre Werke sind oft Bestandteil von Serien desselben Sujets, das in Farbabwandlungen oder Textur variiert wird.
Aus der Leinwand ausgeschnittene und auf einen Träger montierte Figuren werden durch Nutzung bzw. Hinzufügung von Hartfaserplatten, Gips, Glas, Holzstäben, Ton, Moltofill, Draht, Verpackungsmaterial und Alltagsgegenständen zu kleinen Bühnen bzw. zu Skulpturen, die auf einen Sockel montiert und beleuchtet sind.
Weitere Aspekte der Kunst von Breitenbachs sind Rauminstallationen die Nutzung des Digitaldrucks und die Verwendung von Kleidungsstücken.
Soweit die Kunstwerke gegenständlich sind, variieren sie durch Thema oder Darstellung oft einen soziokulturellen bzw. -historischen Kontext; hierzu gehört beispielsweise die thematische Behandlung der Flüchtlingskrise des Jahres 2015.

### Bewertung des Werks
Das breitgefächerte Œuvre der Künstlerin wurde von Kunstwissenschaftlern wie folgt eingeordnet und gewürdigt:
Das nun vorliegende eigene, biographisch erläuterte Verzeichnis bietet uns die Chance Petra von Breitenbachs reichhaltiges künstlerisches Schaffen zu überblicken und in dessen stringenter Entwicklung nachzuvollziehen. Denn gerade in seiner Vielfalt zeigt sich hier ein Werk, das nicht nur durchgängig Qualität, sondern auch konsequentes Arbeiten an wiederkehrenden Fragestellungen deutlich werden (lässt). (Jörg Daur, stellvertretender Direktor und Kustos für moderne und zeitgenössische Kunst im Hessischen Landesmuseum Wiesbaden)
Im Rückblick auf die vergangenen zehn Jahre steht im Schaffen Petra von Breitenbachs mehr und mehr der Mensch im Vordergrund, zumeist in existentieller Situation. (…) Aber auch im Rückblick auf ihre früheren Arbeiten wird sichtbar, wie sich diese auf eine sehr konzentrierte Weise mit dem Wahrnehmen von Welt befassen. (…) Denn auch für diese abstrahierend-konstruierende Darstellungsweise stand und steht der Mensch im Mittelpunkt. (Jörg Daur)
Petra von Breitenbach ist primär Zeichnerin und Grafikerin, ihre Werke sind im Wesentlichen aus der Linie heraus entwickelt, und das schafft einen nachvollziehbaren Zusammenhang zwischen ihnen. (Peter Lodermeyer)
Typisch für Petra von Breitenbachs Arbeitsweise ist (…) ein gleichsam dialektisches Changieren zwischen polaren Entgegensetzungen. (Peter Lodermeyer)
Das Dionysische, das heißt, die Thematik der chaotischen, abgründigen und tragischen Seite des Lebens, meldet sich erst zaghaft, später sehr vernehmlich zurück in ihrem Werk. (Peter Lodermeyer)
Es ist eine lyrische, kontemplative Kunst, die sozusagen zeitlos aus ihrer Zeit erwächst, an der uns Petra von Breitenbach teilnehmen lässt. (Christa Moering)

### Werke in öffentlichem Besitz
- Stadthaus Klagenfurt
- Deutsch-Französische Industrie- und Handelskammer Paris
- Galerie les Atamanes Paris
- Congresspark Hanau

### Einzelausstellungen
- 1987 Weingut Geromont, Winkel/Rheingau
- 1988 Immenser Kunsthalle, Immensen
- 1989 Atelier Moering Wiesbaden
- 1989 Forum Kunsthaus Wiesbaden
- 1990 Deutsch-Französische Industrie- u. Handelskammer, Paris
- 1991 Eigentums-Wohnungszentrale, Wiesbaden
- 1991 Galerie Preutenborbekshof Essen-Werden, mit Angelika Gassenmaier
- 1991 Wiesweg Galerie Eltville mit Jutta Hoffmann-Kleinlein
- 1992 Deutsche Bank, Essen-Kettwig
- 1992 Deutsche Klinik für Diagnostik Wiesbaden mit Erika Liefland und Erika Schreiter
- 1993 Galerie Bellevue, Wiesbaden
- 1994 Schloß Kosakenberg, Geisenheim
- 1995 Alte Kirche Niedernhausen
- 1998 Atelier Moering Wiesbaden
- 1999 Kloster Johannisberg, Geisenheim mit Christa Moering und Dagmar Piesker
- 2000 Atelier Moering Wiesbaden mit Günter Hutter
- 2001 Atelier Moering Wiesbaden
- 2008 Weingut Geromont, Winkel/Rheingau
- 2011 WORT-ART, Wiesbaden – im Rahmen des Architektursommers Rhein-Main
- 2016 Kunstmole Schierstein mit Elli Weishaupt und Peter Pelikan
- 2016 Rathaus Schierstein
- 2018 BBK Schaustelle Wiesbaden b l u (€) t e n
- 2019 Ev. Bergkirche Wiesbaden, Beheimatung mit Horst Reichard
- 2020 BBK SCHAUstelle, Kunst im Schaufenster
- 2020 Kirchenfenster Schwalbe 6, Wiesbaden
- 2022 Atelier Wörthstraße 5

## Veröffentlichungen

### Kunstbücher und Kataloge
- Petra von Breitenbach – Malerei, Kunstkatalog, Wiesbaden, 1993
- Artikel Sehgewohnheiten durchbrechen zum Werk von Eva Hesse, in Sans II, Sonderbeilage Rhein-Main-Presse 2006
- Artikel Kunstprojekte mit Kindern und Jugendlichen, Kunstschule Magazin, Nr. 2/2013 (53), S. 34–38,
- Fotografien: Silvia Frey, ins Russische übertragen von Tatjana Eichhorn, Moskau, 2013
- Christa Moering – Werkverzeichnis 1929–2012, Wiesbaden, 2015, ISBN 978-3-95-490081-7
- b l u (€) t e n, Kunstkatalog, Wiesbaden, 2019, ISBN 978-3-00-063088-0
- POSTDIGITAL – VON A NACH B NACH A? Zeitgleich-Zeitzeichen, Ausstellung BBK SCHAUstelle, WIESBADENER/KULTIPP, Verlag media futura, Ausgabe III/2019, Text zur Ausstellung Petra von Breitenbach S. 32f
- Petra von Breitenbach – Werkkatalog 1981–2021, Wiesbaden, 2021, ISBN  978-3-00-068785-3
- Petra von Breitenbach agile drawings 2003–2023, Wiesbaden, 2024, ISBN 978-3-00-077918-3

### Belletristik
- seit 2014 Kurzgeschichten unter: Internetplattform e-stories